# إليان الحمصي

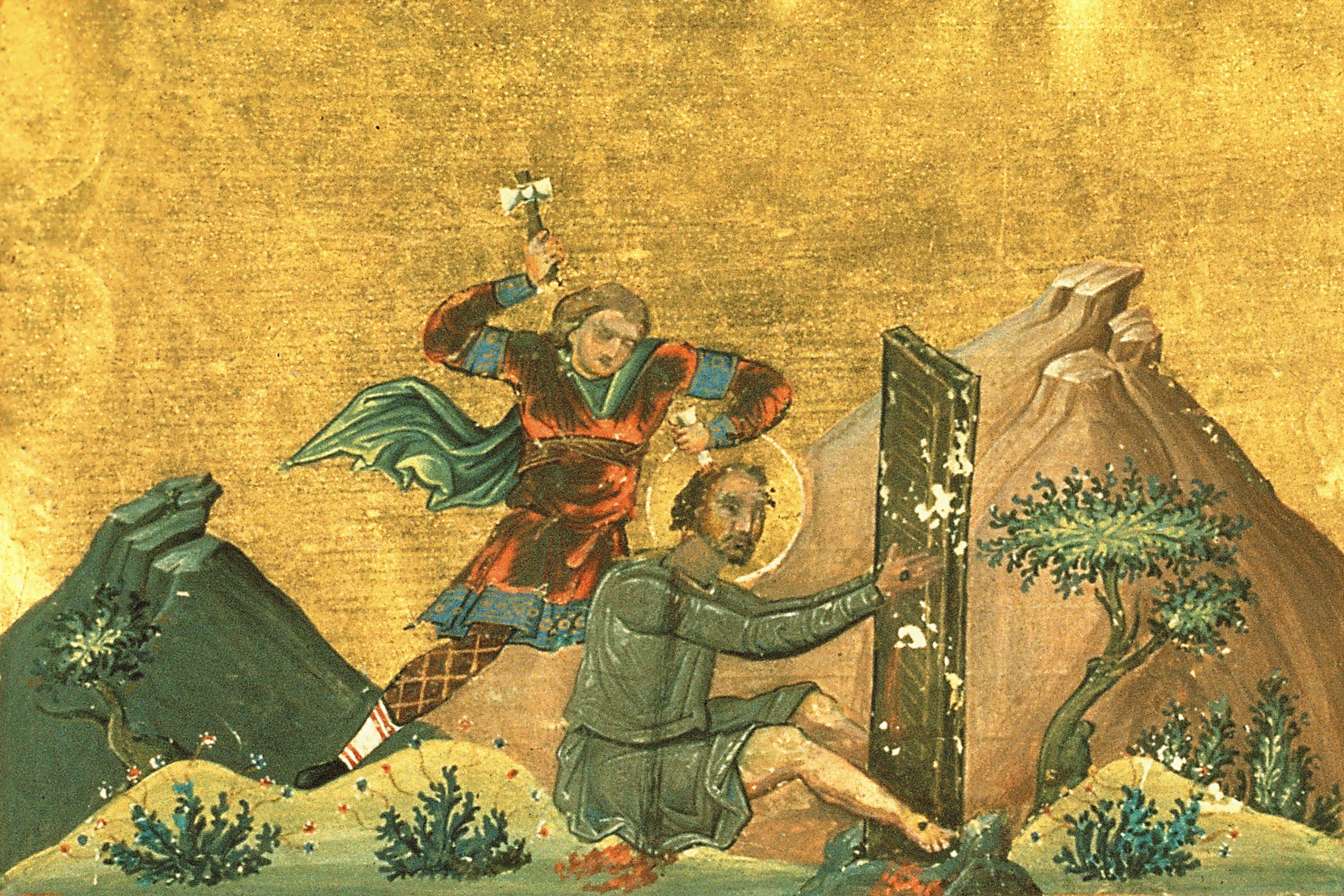
جوليان من إيميسا

إليان الحمصي هو بحسب المعتقدات المسيحية قديس وشهيد مسيحي، ولد في مدينة حمص خلال العهد الروماني لأسرة ثريّة والده هو كنداكيوس أحد وجهاء المدينة ووالدته أخثتسرا، تلقى المبادئ المسيحية عن طريق مربيته الخاصة التي تدعى مطرونة، والتي عرفته على الناسك إيباتيوس الذي كان يقيم في إحدى المغاور قرب الهرمل على نهر العاصي، انخرط في السلك العسكري بناءً على طلب والده، ثم تركه لدرس الطب والصيدلة الذي كان شغوفًا بهما فأتقنهما، وذاع صيته كطبيب في المدينة، فكان يشفي الكثير من الناس، وإلى جانب ذلك كان يسعى إلى نشر المسيحية، ونقل الناس من الوثنية إليها، وخلال الاضطهاد الروماني لعام 284 ألقي القبض على سلوانس أسقف الميدنة والشماس لوقا والقارئ موكيوس، وبينما هم يقادون ليكونوا طعامًا للوحوش - وفق القواعد الرومانية في الإعدام - تقّدم إليان منهم وشددهم على عدم الخوف من الموت، وبعد هذه الواقعة، أخذ يبشر علانية بالدين المسيحي والدعوة لترك عبادة الأصنام، فقبض عليه الجنود الرومان وسجنوه في مغارة على أطراف حمص، وقاموا بتعذيبه - كما تنصّ الرواية المسيحية الرسمية - إذ غرسوا في يديه ورجليه المسامير ثم في رأسه، فمات عام 284، بعد أن رفض الارتداد عن المسيحية.
بعد أن هدأ الاضطهاد، نقل مسيحيو المدينة جثمانه إليها، وأشادوا كنيسة صغيرة، وعندما أصبحت المسيحية دين الإمبراطورية تم توسيع الكنيسة وغطت جدرانها بالجداريات الضخمة، ولا يزال حتى اليوم، رفات جثمانه محفوظًا ضمن مذبحها الرئيسي، ويدير الكنيسة بطريركية أنطاكية وسائر المشرق للروم الأرثوذكس. يؤم الكنيسة والدير سنويًا عدد كبير من المؤمنين خصوصًا يوم تذكاره في 6 فبراير، وهو بحسب العقائد المسيحية قد اجترح «عجائب عديدة»، وهو مبجل في الكنيسة الكاثوليكية والكنائس الأرثوذكسية الشرقية والمشرقية.
وقد تمّ إنتاج فيلم وثائقي يؤرخ لحياته، ويطلق سنويًا في مسقط رأسه حمص، وبالتعاون مع وزارة الثقافة «أسبوع مار إليان الثقافي في حمص».